# Plutone nella fantascienza
Il pianeta nano Plutone costituisce lo scenario di diverse opere letterarie, principalmente di fantascienza, fin dalla sua scoperta nel 1930. Alla sua popolarità ha certamente contribuito il fatto che, quand'era ancora classificato come pianeta, aveva il primato di pianeta più esterno del Sistema solare. Secondo un'idea popolare nella prima fantascienza, i pianeti più esterni, formandosi prima, sarebbero divenuti abitabili più presto rispetto alla Terra, dunque Plutone avrebbe potuto ospitare esseri molto evoluti. L'epoca che ha visto la pubblicazione di più storie su Plutone è rappresentata proprio dagli anni trenta, sui pulp magazine come Astounding, Amazing Stories, Wonder Stories. Plutone ha ricevuto una certa notorietà nuovamente nel 2006 a seguito della sua riclassificazione a pianeta nano.

## Letteratura

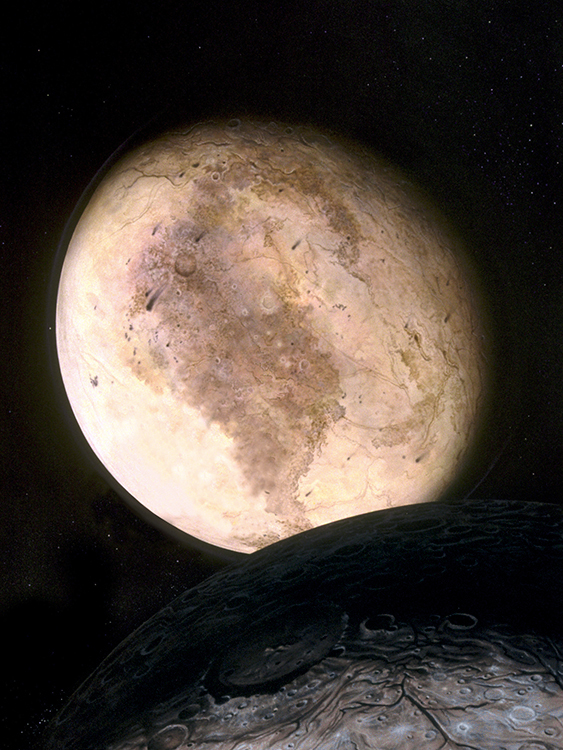
Rappresentazione artistica di Plutone (1992), con Caronte in primo piano

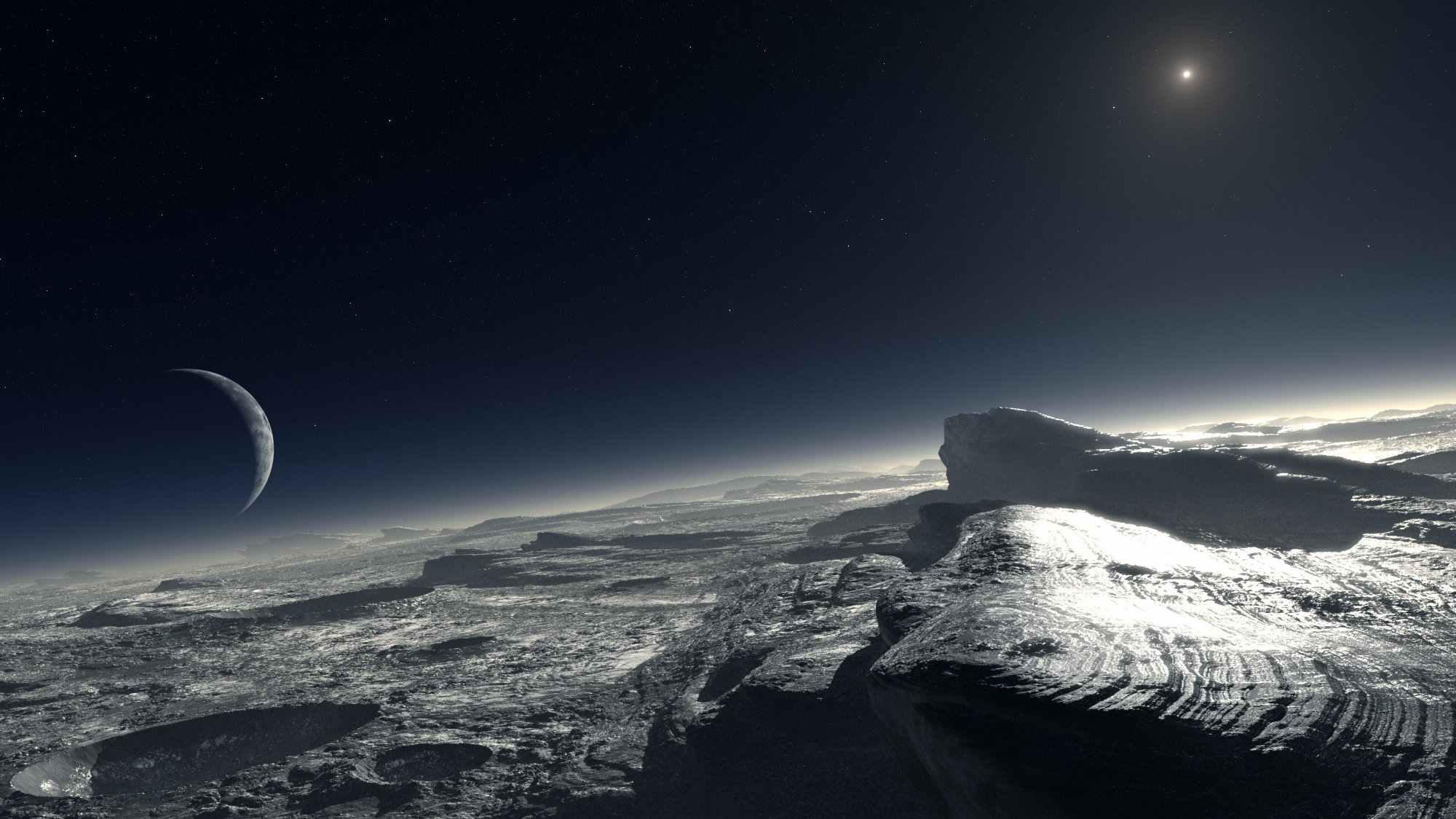
Rappresentazione artistica della superficie di Plutone (2009), con Caronte a sinistra e il Sole a destra.

- Nel racconto di Howard Phillips Lovecraft Colui che sussurrava nelle tenebre (The Whisperer in Darkness, 1930) si fa riferimento a Plutone col nome di Yuggoth, pianeta dal quale proverrebbero gli alieni ronzanti (il racconto era stato scritto prima della scoperta di Plutone e lo scrittore già nel 1906, prima della scoperta ufficiale da parte di Clyde Tombaugh del 1930, aveva ipotizzato, sulla base di calcoli astronomici, l'esistenza di un altro pianeta oltre Nettuno).[1]
- Negli abissi di Plutone (Into Plutonian Depths, in Wonder Stories Quarterly, pri. 1931) è un romanzo di fantascienza umoristica di Stanton A. Coblentz; due scienziati giunti su Plutone vi trovano una società assai bizzarra, divisa in tre sessi, capace di esprimere sensazioni e idee attraverso il congegno della lampada del sesso (ripreso molti anni dopo da Brian Aldiss).[2]
- Il terrore plutoniano o Terrore da Plutone (The Plutonian Terror, Weird Tales, ott. 1933) è un racconto di Jack Williamson.
- Ne Il primo Lensman (1950) di E. E. Smith, Plutone è una colonia dei Palainiani, esseri a quattro dimensioni con una psicologia incomprensibile agli umani, che hanno colonizzato il pianeta senza nemmeno rendersi conto che c'era vita sulla Terra.
- Nel racconto La Peri Rossa (1935) di Stanley G. Weinbaum, Plutone ospita il covo dei pirati spaziali (tra cui la piratessa del titolo). Viene descritto come un pianeta più grande della Terra, gelido ed abitato da varie specie di cristalli viventi, ognuna delle quali si nutre di uno specifico elemento.
- The Psycho Power Conquest (1936), racconto di R. R. Winterbotham, segue un concetto popolare nella fantascienza, secondo cui i pianeti più esterni sono divenuti abitabili più presto. Plutone ospita allora l'essere più evoluto del sistema solare, un cervello gigante con enormi poteri mentali che schiavizza l'intera umanità.
- Ingegneri cosmici (Cosmic Engineers, 1939, riveduto nel 1950), romanzo di Clifford D. Simak, presenta una stazione di ricerca su Plutone.
- Astrovia per Plutone o Condotto per Plutone (Pipeline to Pluto, in Astounding SF, ago. 1945) è un racconto di Murray Leinster.
- Plutone si difende (Planète Vagabonde, 1951) è un romanzo breve di François Richard Bessière (pseudonimo di François Richard ed Henry Bessière) della serie dell'astronave Meteora; l'equipaggio dell'astronave si trova coinvolto in una guerra interplanetaria, arrivando fino a Plutone, dove gli abitanti - pacifici di natura - non sono in grado di sostenere uno scontro armato ma sono troppo orgogliosi per accettare di venire ridotti alla condizione di schiavi.[3]
- Accelerazione massima[4] (Sky Lift, 1953), racconto di Robert A. Heinlein. Il pilota di una nave torcia vola in missione di salvataggio su Plutone a 3.5 g.
- Ne La nebulosa di Andromeda (Туманность Андромеды, 1957; tradotto anche come Viaggio nell'antispazio e L'amore creativo), romanzo di Ivan Antonovič Efremov, Plutone è descritto come un pianeta extrasolare, composto principalmente di ghiaccio. Il romanzo inoltre menziona brevemente il fatto che una spedizione terrestre ha rinvenuto resti di antiche strutture aliene.
- La tuta spaziale (Have Space Suit—Will Travel, 1958), romanzo per ragazzi di Robert A. Heinlein. Plutone è utilizzato da alieni come base remota per esplorare la Terra. Sempre di Heinlein, in Fanteria dello spazio (Starship Troopers, 1959), la Federazione Terrestre mantiene una stazione di ricerca su Plutone, che viene distrutta da un'azione del nemico.
- Pianeta difficile (Man of Earth), romanzo di Algis Budrys del 1958. Dopo avere insediato colonie su Venere e Plutone, la Terra le abbandona a se stesse.
- In Messaggio per Plutone (The Martian Missile, 1959), romanzo di David Grinnell, Plutone è la base di due civiltà extrasolari, i thubani e gli altairiani, in lotta per il dominio sulla Terra.
- Plutone: piano incremento vendite (1960) è un racconto lungo di Roberta Rambelli (sotto lo pseudonimo di John Rainbell).
- Rotta su Plutone (En Route to Pluto, 1962) è un racconto di Wallace West.
- In Stasi interrotta (World of Ptavvs, 1966), romanzo di Larry Niven, si teorizza che Plutone fosse una luna di Nettuno fino a che non fu sbalzata fuori dalla sua orbita da un veicolo interstellare che si muoveva vicino alla velocità della luce. In questa storia un veicolo spaziale a fusione che atterra su questo pianeta rilasciando metano congelato, ossigeno e altro facendo in modo che l'intero pianeta venga avvolto dalle fiamme.
- Nel racconto In attesa (Wait It Out, 1968), di Larry Niven, un astronauta si perde su Plutone, ma non muore.
- In World's Fair 1992 di Robert Silverberg (1968), una spedizione guidata dagli Stati Uniti raggiunge Plutone in meno di due settimane utilizzando un veicolo spaziale a propulsione nucleare capace di accelerazione continua. La navicella Pluto I raccoglie cinque indigeni plutoniani a forma di granchio e ritorna nell'orbita terrestre per studiarli.
- Ne Il cantiere (Construction Shack, 1973), racconto di Clifford D. Simak, la prima missione su Plutone scopre le prove che suggeriscono che il sistema solare non è altro che un breve progetto d'ingegneria aliena andato storto.
- In Passage to Pluto (1973), il 14º romanzo della serie di Chris Godfrey of U.N.E.X.A. scritta da Hugh Walters, una spedizione su Plutone scopre un pianeta super-denso che vaga nei dintorni. Gli astronauti lo battezzano Pianeta X e in seguito scoprono che è sul punto di decimare il sistema solare.
- Nel romanzo Guerra eterna (The Forever War, 1974) di Joe Haldeman, le truppe combattenti in tuta spaziale vengono fatte addestrare su Plutone.
- Ai confini di Sol (The Borderland of Sol, 1975), racconto lungo di Larry Niven, ha luogo circa nel 2640. Plutone è tralasciato come una luna sfuggita di Nettuno, mentre i pianeti esterni del sistema solare sono elencati come "Nettuno, Persefone, Caïna, Antenora" e "Ptolemea", con "Judecca" riservata come la prossima scoperta.
- Ne Lo scheletro impossibile (Inherit the Stars, 1977), primo romanzo della serie dei Gentle Giants di James P. Hogan, Plutone si rivela essere il residuo di Minerva, un pianeta esploso per formare la fascia degli asteroidi cinquantamila anni fa.
- In Addio, Robinson Crusoe (Good-Bye, Robinson Crusoe, 1977), racconto di John Varley, Plutone è l'ambientazione per una storia di formazione di un ragazzo che scopre di essere il clone del ministro delle finanze di Plutone.
- I frati cercatori di Plutone (Tiggermunkene fra Pluto, 1978) è un racconto del danese Niels E. Nielsen.
- Nella trilogia Skyway (1983) di John DeChancie, Plutone è la sede del portale dimensionale del nostro sistema solare per la via del cielo interstellare.
- Nel romanzo Icehenge (1985) di Kim Stanley Robinson nel Polo Nord di Plutone viene scoperto un misterioso monumento.
- Nel dittico costituito dai romanzi L'anello di Caronte (The Ring of Charon, 1990) e La sfera spezzata (The Shattered Sphere, 1994) di Roger MacBride Allen, la vicenda prende avvio con giovane scienziato che lavora a esperimenti sulla gravità artificiale in una base scientifica su Plutone, effettuando un esperimento non autorizzato con l'anello di Caronte, un acceleratore di particelle orbitante attorno all'omonimo satellite.
- Vacuum Diagrams (2001), antologia di Stephen Baxter. Nella storia Goose Summer, il sistema di wormhole di Frank Poole ha piazzato un portale nell'orbita di Plutone, allorché è inviata sul pianeta una missione di ricognizione, i malfunzionamenti del portale costringono le due esploratrici ad un atterraggio d'emergenza. Si scopre in seguito che il pianeta ospita la vita nella forma di creature simili a fiocchi di neve che si riproducono durante la fase più luminosa di Plutone, il perielio (il punto più vicino dal Sole), con l'invio di "fili di ragnatela" da Caronte, la sua luna, per seminare la superficie di Plutone.
- In The Sunborn (2006), un romanzo di Gregory Benford, la prima spedizione su Plutone scopre creature intelligenti che prosperano alla temperatura di -300 gradi lungo il litorale del mare di azoto. Tali forme di vita vengono scoperte per costituire un esperimento condotto da entità magnetiche che vivono nell'eliopausa.
- Before Dishonor (2007), un romanzo su Star Trek: The Next Generation scritto da Peter David. Un enorme cubo Borg "consuma" il così riclassificato pianeta Plutone, assieme alle sue lune Caronte, Nix e Hydra, per sfruttarne le risorse prima di avanzare verso l'orbita terrestre. Un personaggio fa notare in tono lugubre che dopo essere stato ripetutamente dibattuto nei secoli precedenti, il problema di come chiamare Plutone è stato definitivamente eliminato.
- Percival's Planet (2010), un romanzo di Michael Byers, drammatizza la ricerca e scoperta di Plutone da parte di Clyde Tombaugh nel 1930.
- The Man Who... (2012), racconto di Simon Petrie. Dei minatori di comete mentre si approcciano al sistema di Plutone/Caronte scoprono una caratteristica anomala della quarta luna di Plutone Cerbero, per il quale è usato il nome di Erebus nella storia.

## Televisione
- Nella serie TV Space Patrol del 1962 - episodio The Fires of Mercury - il congegno del professor Heggarty per tradurre il linguaggio delle formiche converte anche onde caloriche in onde radio. Maria comprende che ciò può fornire un sistema per trasmettere calore da Mercurio verso la colonia su Plutone, dove le condizioni di congelamento peggiorano a mano a mano che il pianeta si avvicina al punto dell'orbita più lontana dal Sole.
- Nella serie Doctor Who (1963–), all'episodio The Sun Makers (1977), ambientato in un lontano futuro, Plutone è ricoperto di vaste città riscaldate da soli artificiali, ma l'accesso alla luce solare è controllato da una élite dominante.
- Nella serie giapponese a marionette X-Bomber (1980-81), Plutone era la sede di una base del sistema difensivo terrestre che viene distrutta all'inizio della serie.
- Nella serie Pianeta Terra: cronaca di un'invasione (Earth: Final Conflict, 1997–2002), viene abbandonato il progetto di una missione su Plutone quando gli alieni Taelon forniscono campioni del nucleo di Plutone per gli scienziati terrestri.
- Nella seconda parte del docu-drama della BBC Space Odyssey: Voyage to the Planets (2004), Plutone è la penultima destinazione di un ipotetico volo spaziale umano verso i pianeti del sistema solare.

## Animazione
- Nella serie anime Star Blazers (1974), la nave stellare eponima distrugge una base aliena su Plutone e combatte una susseguente battaglia in una cintura di asteroidi intorno a Plutone. Diciotto anni dopo gli astronomi confermeranno l'esistenza di una reale fascia di Kuiper.
- Nella serie anime Galaxy Express 999 (銀河鉄道999; Ginga Tetsudo 999, 1978-81) Plutone è dotato di una stazione ferroviaria e di una città. Esso è fondamentalmente il pianeta in cui le persone che hanno abbandonato i propri corpi fisici per quelli meccanici, seppelliscono i primi sotto un'estesa lastra di ghiaccio trasparente, rappresentante una sorta di vasto cimitero.
- Nella serie TV animata Battle of the Planets (1978-85), Plutone è la sede di una base di primo allarme.
- Nella serie anime Fortezza superdimensionale Macross (Chōjikū Yōsai Macross, 1982), l'astronave Macross SDF-1 esegue un salto spaziale all'interno dell'atmosfera terrestre per sfuggire all'attacco delle forze Zentradi. Un incidente porta la nave e tutto quanto era attorno nel raggio di parecchi chilometri (oceano, isola, città, forze navali) nell'orbita di Plutone, e la SDF-1 Macross deve rientrare sulla Terra nel modo più convenzionale. Macross è stato adattato come la prima parte della serie Robotech (1985).
- Nella serie anime Cowboy Bebop, si menziona che Plutone ospita un carcere di massima sicurezza.
- In un episodio di The Magic School Bus (1994-1998) la classe fa una gita del sistema solare e visita Plutone.
- Nella serie animata Futurama (1999-2003), Plutone è diventato una riserva per pinguini. C'è anche ad un certo punto un richiamo ad un pianeta chiamato "McPluto".
- I primi cinque episodi di Roughnecks: Starship Troopers Chronicles (1999) sono ambientati su Plutone.
- Nell'anime Sailor Moon (1992-1997), la protettrice di Plutone è Sailor Pluto. Suo padre è Chronos e i suoi attacchi sono basati sul tempo e sull'aldilà. Nel manga appare anche il suo castello (il Caron Castle) orbitante attorno al pianeta.
- Un episodio dell'anime Keroro s'intitola Non dimenticatevi di Plutone, Signorsì! ed è proprio dedicato a Plutone e alla sua retrocessione a pianeta nano.
- Nella serie Due fantagenitori, Plutone viene distrutto per errore da Cosmo, il quale aveva premuto il pulsante del presidente che avrebbe dovuto distruggere il mondo. Timmy dice:Che c'importa? Era solo Plutone!; Cosmo e Wanda lo rimproverarono dicendo: Ehi! Non è carino quello che dici!, dopodiché Cosmo aggiunge: Era da lì che veniva il mio mais! Ed è buono!.
- Anche in Ben 10 - Forza aliena Plutone viene distrutto, ma in questo caso viene disintegrato volontariamente dagli Inkursiani.
- Nella serie animata originale de L'Uomo Ragno compaiono dei plutoniani, esseri di ghiaccio che lanciano raggi dalle mani.
- Nell’ottavo episodio della prima stagione di Rick and Morty, intitolato Qualcosa di Rick-istro sta per accadere, Jerry è convinto che Plutone sia un pianeta, questo attira l’attenzione degli abitanti di Plutone, che motivati dalle sue parole, continuano a usare l’energia di Plutone fino a degradarlo lentamente, alla fine Jerry si ricrederà su ciò e ammetterà che Plutone non è un pianeta.

## Fumetti
- L'uomo antigravità e Hic sunt tigres, due episodi del fumetto britannico della serie Jeff Hawke, narrano dell'esplorazione plutoniana. Nel primo episodio, un ex pilota della prima guerra mondiale, impadronitosi di tecnologia aliena, mostra foto del suo atterraggio sul pianeta "tre anni prima della scoperta". Nel secondo episodio, Hawke comanda una spedizione con un fly-by ed un invio in superficie di sonda automatica.
- Guardiani della Galassia (gennaio 1969) della Marvel Comics. Martinex T'Naga è l'ultimo sopravvissuto di una colonia umana su Plutone. I suoi antenati erano africani. Il personaggio agisce nel XXXI secolo.
- In DC One Million (1988), una miniserie a fumetti di Grant Morrison ambientata nell'universo DC, ogni pianeta del sistema solare è sorvegliato da uno dei membri dei futuri discendenti della Justice League. Il Batman dell'853º secolo è originario e protettore di Plutone. Questo, essendo un carcere di massima sicurezza, è chiamato "pianeta Asylum" in quanto ricopre la funzione dell'Arkham Asylum. Non si conosce il nome di Batman, si sa solo che è nato e cresciuto in prigione. La sua spalla è un Robin androide.